# كراكيب (فلم)
كراكيب فيلم دراما، عائلي، كوميدي، مصري  للمخرج عمر عبد العزيز عام 1989، كتب القصة والسيناريو والحوار بهجت قمر. الفيلم من بطولة صلاح السعدني وآثار الحكيم وعبد الله فرغلي  وتدور الأحداث حول زوج وزوجة من الموظفين البسطاء ومحاولتهم الثراء بعمل بوليصة للتأمين على الحياة.
صدر الفيلم إلى دور العرض المصرية في 8 فبراير 1989.
منح موقع قاعدة بيانات الأفلام العربية «السينما.كوم» الفيلم درجة 5.8/ 10.

## طاقم التمثيل
صلاح السعدني: في دور سيد
آثار الحكيم: في دور علوية
عبد الله فرغلي: في دور عبد العال
نعيمة الصغير: في دور شفيقة
محمود أبو زيد: في دور جلال
فؤاد خليل: في دور يوسف
أحمد العضل: في دور الأستاذ مغاوري
مجدي فكري: في دور عزت
لطفي لبيب: في دور زغلول
بالاشتراك مع: نبوية سعيد - فاروق قمر الدولة - الطفلة صابرين سراج الدين - بدرية عبد الجواد - عبد الجواد متولي - عواطف تكلا.

## أحداث الفيلم
يعيش سيد (صلاح السعدني) وزوجته علوية (آثار الحكيم) حياة بسيطة، ويعمل كل منهم في وظيفة صغيرة، ولا يكاد مرتبهم يكفيهم حتى نهاية الشهر خصوصا بعد أن جاء مولودتهما الأولى (صابرين سراج) وتنتظر علوية المولود الثاني. تقطن الست شفيقة (نعيمة الصغير) بجوارهم وتساعد الزوجين وترعى الطفلة الصغيرة اثناء فترة عمل الزوجين. يملك سيد سيارة قديمة متهالكة ورثها عن والده. يقطن في نفس المبنى الاستاذ يوسف (فؤاد خليل) وهو مدرس لا يجد وقتا لكثرة الدروس الخصوصية، أما الساكن الآخر، الاستاذ مغاوري (أحمد العضل)، فيعاني من ضيق الشقة لكثرة أولاده. وفي الدور الأرضي يقطن الشاب عزت (مجدي فكري) الذي يؤجر شقته لراغبي المتعة وينتظر هو بالخارج حتى ينتهي اللقاء. وفي أعلى المبنى يقطن عبد العال (عبد الله فرغلي) مالك البيت الذي يتمنى إزالة المبنى حتى يشيد مكانه برجا عالياً. ولذلك هو في شجار دائم مع السكان. ولسيد زميل في العمل يدعى جلال (محمود أبو زيد) بعد يومين من الشهر يبدأ في السلف من كل الموظفين وآخر الشهر يدفع المرتب للدائنين ويصبح مفلسا ليعاود السلف من جديد. وذات يوم يصل لمسامع سيد خبرا حزينا إذ صدمت سيارة مسرعة زميله جلال ومات في الحال ويحزن عليه ويسارع لمعاونة زوجته وأبناءه الأربعة في استكمال إجراءات المعاش، وكانت حالتهم سيئة. ولكن حين زارهم بعد استكمال الإجراءات وجد حالهم قد تبدل وقد اشتروا صالونا جديدا وبعض الأجهزة الكهربائية الكمالية. ويعلم سيد أن جلال كان قد أمن على حياته بمبلغ 50 ألف جنيه تم صرفها فور موته. وهنا يقرر سيد أن يؤمن على حياته هو أيضا ببوليصة تأمين يدفع قسطها الأول ثم ينتحر بطريقة تظهر أن موته كان قضاء وقدر، وهكذا تقبض علوية قيمة التأمين. وتفشل علوية في منعه من هذه الفكرة، وفي النهاية يقرر الزوجين عمل البوليصة مزدوجة أي موت أحدهم يمكن الآخر من صرف قيمة التأمين. يبيع سيد السيارة ويسدد القسط الأول ويبدأ كل منهم في محاولة الانتحار. يذهب سيد إلى بورسعيد كمندوب للوزارة في مؤتمر الجوع على مضض ويتعرف على الأستاذ زغلول (لطفي لبيب) الذي يسلمه مبلغا من المال مكافأة انتهاء المؤتمر ولكن بعد توقيع بعض الفواتير. يعود سيد لبيته وعمله ناقما على الحياة التي يعيشها، ويشعر أن علوية تريد قتله لتفوز بالتأمين وفي نفس الوقت تحس علوية أن سيد يريد قتلها. وبينما هم مشغولين بذلك كان عبد العال قد حصل على قرار إزاله للمنزل فأصيب سيد بحالة هيستيرية لأن عقله لم يستوعب الأحداث وراح يسير في الشوارع يهذي ويخلع ملابسه ووراءه زوجته علوية.

## روابط خارجية
- مقالات تستعمل روابط فنية بلا صلة مع ويكي بيانات
- كراكيب على الدهليز
- كراكيب على كاروهات